# The Sentinel (Stargate SG-1)
The Sentinel (El Centinela) es el vigésimo episodio de la quinta temporada de la serie de televisión de ciencia ficción Stargate SG-1, y el centésimo octavo de toda la serie.

## Trama
El general Hammond intenta establecer contacto radial con el SG-9 en P2A-018, quienes aún no se reportan. El equipo tenía como misión restablecer relaciones diplomáticas con los Latonans, poseedores de un arma defensiva avanzada llamada el “Centinela”, que fue desarrollada hace 500 años por sus antepasados, para defender el planeta. Finalmente, logran comunicarse con el Sargento Grogan, miembro del SG-9, que informa que su unidad fue atacada por varios Jaffa y que estos cuidan el Portal Estelar, pero entonces es atacado por una patrulla enemiga y se corta la transmisión.
Hammond informa al SG-1, explicando que previamente hace 2 años un equipo del NID había viajado a estudiar el Centinela, para crear copias para defender la Tierra, pero que los Latonans les rechazaron el acceso al arma. Inmediatamente después que el equipo NID volvió de su misión, fueron capturados, encarcelados y sentenciados a pena de muerte por robar tecnología a los aliados de la Tierra. El equipo cree que ellos mintieron, y que si le hicieron algo al centinela, por lo que O'Neill va hablar con el coronel Grieves, quien revela que desarmaron y volvieron a armar al centinela en un intento por entenderlo. O'Neill pide que le diga como arreglarlo, pero Grieves insiste en ir junto con la Teniente Kershaw, el otro miembro del equipo NID. Jack se ve obligado a aceptar.
El SG-1, SG-3 y los dos condenados viajan al planeta, encontrando pronto al Sargento Grogan, él último miembro del SG-9 que queda. Como los Goa'uld ya están allí, eso significa que el Centinela esta inoperante. Carter, Teal'c, Daniel, Grieves y Kershaw van a reparar el arna, mientras que O'Neill y Grogan se dirigen a la ciudad a ofrecer escapatoria a los Latonans.
El equipo de Carter localiza el centinela y después de varias horas logran inhabilitar el campo de fuerza que lo protege. Mientras hacían esto Teal'c y Carter intentaban detener a una patrulla Jaffa que buscaba el Centinela.
Mientras tanto, O'Neill y Grogan no logran persuadir a Marul, el líder de los Latonans, que evacuen el planeta. Él dice que mientras la vela de aquella habitación arda, el “Centinela” y su "cuidador" los estarán protegiendo. En esos momentos la Ha'tak del Goa'uld Svarog comienza a bombardear la ciudad y Jack intenta por vez última convencer a Marul, pero entonces entran varios Jaffa y los capturan.
Una vez todos que entran al Centinela, vuelven activar el escudo para protegerse de los Jaffa, pero no sin que antes hieran gravemente a Kershaw. Aunque a salvo de momento, el equipo no puede descubrir porque el Centinela no funciona. Daniel entonces traduce una pequeña porción de texto en el Centinela, que dice “fuerza de vida”, “energía de vida”, y “dos son como uno”. Afligidos al final Grieves y Kershaw, revelan que cuando vinieron a ver al Centinela, mataron a un hombre que decía ser el “cuidador”, porque éste iba a atacarlos. Kershaw descubrió que el hombre llevaba un dispositivo de signos vitales (que al parecer estaba conectado a la vela de la sala de Marul). El cuidador les dijo que cuando él muriera el resto de los Latonans lo sabrían, y por eso Grieves le ordenó a ella que reprogramara el aparato de modo que nadie supiera que el cuidador había muerto.
El Jaffa Principal trae a O'Neill y a Grogan al Centinela y exige al resto que bajen el campo de fuerza. Grieves entonces dice que bajara el campo de fuerza, pero lo que hace es en realidad lo que el vigilante pidió antes de morir y que él no le concedió, que era tocar el Centinela. Al hacer esto, el Centinela lanza una brillante luz haciendo desaparecer a todos los Jaffa e incluso al mismo Grieves. Los “dos son como uno”, hombre y máquina formando una poderosa arma, es el significado de esa frase según dice Daniel. Poco después, Kershaw muere por sus graves heridas. Teal'c sugiere que pidan a los Latonans permiso para estudiar mejor al centinela, pero Jack dice simplemente que él ya sabe cuál será su respuesta.

## Artistas invitados
- Henry Gibson como Marul.
- Frank Cassini como Grieves.
- Christina Cox como Kershaw.
- David Kopp como el sargento Grogan.
- Gary Jones como Walter Harriman.
- Colin Lawrence como el mayor Lawrence.[3]
- Chris Newton como el "cuidador".[3]
- Carrie Fleming como el emisario.[3]
- Shawn Reis como el Comandante Jaffa.[3]